# Ян Козак (футболист)
Ян Козак (на словашки: Ján Kozák) е бивш словашки футболист и треньор.

## Кариера
Като футболист изиграва общо 257 официални мача, в които отбелязва 57 гола. За националния отбор на Чехословакия изиграва 55 мача. В началото на 1986 г. става играч на белгийския Серен, където остава половин година. После се премества във френския Бурж. Като играч на този клуб завършва състезателната си кариера през 1987 г.
След завършването на кариерата си като футболист става треньор – на Локомотив Кошице, Кошице, Земплин и Личартовце. През 1997 г. достига до Груповата фаза на Шампионската лига с Кошице – за първи път в историята на словашкия клубен футбол. Води отбора на Словакия от 2013 г.

## Успехи

### Като футболист

#### Клубни
Локомотив Кошице
- Носител на Купата на Чехсловакия (2): 1977, 1979

 Дукла Прага
- Шампион на Чехословакия (1): 1981/82
- Носител на Купата на Чехсловакия (1): 1981/82

#### Национален отбор
Чехословакия
- Бронзов медалист от Европейско първенство (трето място) (1): 1980

### Като треньор
Кошице
- Шампион на Словакия (2): 1996/97, 1997/98
- Участник в Груповата фаза на Шампионската лига (1): 1997/98
- Шампион на Втора словашка дивизия (1): 2005/06
- Носител на Купата на Словакия (1): 2009

 Словакия
- 1/8-финалист на Европейско първенство (1): 2016